# Regionalwahlkreis Niederösterreich Ost
Der Regionalwahlkreis Niederösterreich Ost (Wahlkreis 3G) ist ein Regionalwahlkreis in Österreich, der bei Wahlen zum Nationalrat für die Vergabe der Mandate im ersten Ermittlungsverfahren gebildet wird. Der Wahlkreis umschließt die politischen Bezirke Bruck an der Leitha und Gänserndorf. Er umfasst damit Teile der Regionen Weinviertel und Industrieviertel. 
Bei der Nationalratswahl in Österreich 2019 waren im Regionalwahlkreis Niederösterreich Ost 151.346 Personen wahlberechtigt, wobei bei der Wahl die Österreichische Volkspartei (ÖVP) mit 38,7 % als stärkste Partei hervorging. Von den vier zu vergebenden Grundmandaten entfiel ein Mandat auf die ÖVP und eines auf die Sozialdemokratische Partei Österreichs (SPÖ). Die Freiheitliche Partei Österreichs (FPÖ) hingegen verlor ihr zuvor gehaltenes Mandat. Die Abgeordneten des Wahlkreises im Nationalrat sind Angela Baumgartner von der ÖVP aus dem Bezirk Gänserndorf und Katharina Kucharowits von der SPÖ aus dem Bezirk Bruck an der Leitha.

## Geschichte
Nach dem Ende des Staates Österreich-Ungarn wurde für das Gebiet von Niederösterreich mit der Wahlordnung 1918 für die Wahl der konstituierenden Nationalversammlung mehrere Wahlkreise geschaffen, wobei das Gebiet des heutigen Wahlkreises Niederösterreich Ost Teil der neu geschaffenen Wahlkreise Viertel unterm Wienerwald und Viertel unterm Manhartsberg war. Nachdem die Wahlordnung von 1923 von der austrofaschistischen Regierung 1934 außer Kraft gesetzt worden war, wurde die ursprüngliche Einteilung der Wahlkreise nach dem Zweiten Weltkrieg mit dem Verfassungsgesetz vom 19. Oktober 1945 weitgehend wieder eingeführt. Durch die Nationalrats-Wahlordnung 1971 erfolgte eine tiefgreifende Wahlkreisreform. Die Anzahl der Wahlkreise in Österreich wurde auf nur noch neun reduziert. Für das Bundesland Niederösterreich bestand in der Folge nur noch ein Wahlkreis, der Wahlkreis Niederösterreich (Wahlkreis 3). Mit Inkrafttreten der Nationalrats-Wahlordnung 1992 wurde das österreichische Bundesgebiet schließlich in 43 Regionalwahlkreise unterteilt und somit ein drittes Ermittlungsverfahren eingeführt, wobei der Bezirk Gänserndorf dem Regionalwahlkreis Weinviertel angehörte und die Bezirke Baden und Bruck an der Leitha den Regionalwahlkreis Niederösterreich Süd-Ost bildeten. Im Zusammenhang mit der Auflösung des Bezirks Wien-Umgebung zum 1. Jänner 2017 erfolgte vor der Nationalratswahl 2017 eine Neuzuordnung von Bezirken zu Regionalwahlkreisen. Dabei wurden die Regionalwahlkreise Niederösterreich Süd-Ost und Wien Umgebung aufgelöst und die Regionalwahlkreise Thermenregion und Niederösterreich Ost neu gebildet. Dem Regionalwahlkreis Niederösterreich Ost wurden dabei vier Mandate zugewiesen.
Bei den bisher in diesem Wahlkreis stattgefundenen zwei Nationalratswahlen belegte jeweils die ÖVP den ersten Platz. Während bei der Wahl 2019 ÖVP und Die Grünen, welche nach der Wahl gemeinsam die Regierung Kurz II bildeten, zusammen im Vergleich zur vergangenen Nationalratswahl einen Zuwachs von 15,2 Prozentpunkten erzielten, verloren SPÖ und FPÖ zusammengerechnet annähernd gleich viel (15,3 Prozentpunkte).

## Wahlergebnisse
| 15. Oktober 2017   |   | Stimmenanteile (%) | 28,0 | 30,5 | 30,2 | 2,1 | 3,6 | 3,9 | 1,8 |
| 15. Oktober 2017   | 4 | Grundmandate       | 1    | 1    | 1    | 0   | 0   | 0   | 0   |
| 29. September 2019 |   | Stimmenanteile (%) | 23,9 | 38,7 | 19,0 | 9,0 | 6,5 | 1,8 | 0,9 |
| 29. September 2019 | 4 | Grundmandate       | 1    | 1    | 0    | 0   | 0   | 0   | 0   |
| 29. September 2024 |   | Stimmenanteile (%) | 23,2 | 27,0 | 32,1 | 5,0 | 7,5 | -   | 5,2 |
| 29. September 2024 | 4 | Grundmandate       | 0    | 1    | 1    | 0   | 0   | -   | 0   |